# Daniel Sickles
Daniel Edgar Sickles (ur. 20 października 1819 w Nowym Jorku, zm. 3 maja 1914 tamże) – barwny i kontrowersyjny amerykański polityk, generał Armii Unii podczas wojny secesyjnej, zabójca i dyplomata. Popularny magazyn Harper’s Weekly pisał o nim, że był to „bezwzględny łajdak, kochany szczerzej i nienawidzony serdeczniej niż jakikolwiek człowiek jego czasów”.

## Życiorys
Jako przedwojenny nowojorski polityk (był senatorem stanowym, a w latach 1857–1861 członkiem Izby Reprezentantów Kongresu z ramienia Partii Demokratycznej) Sickles był zamieszany w kilka publicznych skandali oraz w zabójstwo kochanka swojej żony. Odpowiadał przed sądem za morderstwo, ale został uniewinniony jako osoba w chwili popełnienia przestępstwa niepoczytalna. Był to pierwszy wyrok uniewinniający winnego zabójstwa w afekcie w historii prawodawstwa amerykańskiego.
Gdy wybuchła wojna z Południem sformował trzy regimenty ochotnicze i na ich czele ruszył w pole. Był jednym z tzw. politycznych generałów (to jest takich, którzy nie mając żadnego wojskowego przygotowania otrzymywali stopnie generalskie dzięki koneksjom politycznym). W czasie bitwy pod Gettysburgiem wbrew wyraźnym rozkazom przesunął III Korpus Armii Potomaku, którym dowodził, na pozycję, na której korpus ów musiał ulec zagładzie; akcja ta nadal wywołuje spory historyków. Jego kariera dowódcy polowego dobiegła kresu właśnie pod Gettysburgiem, gdzie stracił nogę.
Po wojnie, w dobie Rekonstrukcji, Sickles dowodził okręgami wojskowymi, następnie służył jako ambasador w Hiszpanii, a w końcu wrócił do Kongresu, gdzie działał skutecznie na rzecz opieki nad polem bitwy gettysburskiej. W roku 1897 otrzymał Medal Honoru. Zapytany, dlaczego pod Gettysburgiem nie ma jego pomnika, odpowiedział: „Nie potrzebuję. Całe to cholerne pole bitwy jest moim pomnikiem.”.
Sickles do końca życia mieszkał w Nowym Jorku, gdzie zmarł 3 maja 1914 roku dożywszy 94 lat. Uroczystości żałobne odbywały się 8 maja w katedrze św. Patryka na Manhattanie: „Pomiędzy szeregami widzów, którzy odkrywali głowy, gdy przykryta flagą trumna przesuwała się przed nimi, wojskowy orszak pogrzebowy sunął Piątą Aleją do katedry. Na lawecie armatniej otoczonej gwardią honorową spoczywało ciało generała majora Daniela E. Sicklesa, dowódcy III Korpusu Armii i jednego z ostatnich bohaterów Gettysburga, który został ostatecznie pochowany na Cmentarzu Narodowym w Arlington.”.